# C28H50O
化学式C28H50O（摩尔质量：402.696 g/mol）可能指：
- 菜油甾烷醇，CAS号：474-60-2
- 麦角甾烷醇，CAS号：6538-02-9

|  | 这个同类索引页列出了具有相同分子式的化学物（即同分異構體）条目。 除非您是有意链接至本页，否则应将相应条目的内部链接指向正确的条目。 |